# Aeroportul Rouen
Aeroportul Rouen (IATA: URO, ICAO: LFOP) este un aeroport din Boos, Seine-Maritime, Cantonul Boos, Arondismentul Rouen, Seine-Maritime, Normandia (regiune administrativă), Franța metropolitană, Franța ce deservește zona Rouen. Aeroportul a fost tranzitat în 2019 de 11.284 de pasageri. A fost numit după zona deservită.
Situat la o altitudine de 156 m, aeroportul dispune de o singură pistă. Este operat de SNC-Lavalin⁠(d).